# Linktree
Linktree é uma plataforma de social-linking e redes sociais que opera num modelo freemium e foi desenvolvida por Alex Zaccaria, Anthony Zaccaria e Nick Humphreys, com sede nas cidades de Melbourne e Sydney, na Austrália. Criada em 2016, seu objetivo é fornecer uma página única (ou mesmo landing page) onde quaisquer pessoas ou empresas consigam disponibilizar os seus diversos links, seja para suas redes sociais ou qualquer outro endereço de destino. A plataforma foi criada a partir da necessidade de atualização constante dos links da bios das redes sociais, que não permitem mais de um link. Estima-se que a plataforma tenha mais de 8 milhões de usuários em todo o mundo.

## História
O Linktree foi criado em 2016 devido à necessidade constante de atualização dos links da bios das redes sociais que permitem que uma única URL seja compartilhada. O site foi criado originalmente em apenas seis horas e recebeu mais de 3.000 inscrições de usuários durante uma das noites após o lançamento, o que fez com que o servidor travasse devido à sobrecarga. Em 2018, o Instagram baniu o site  devido a "spam", o que foi logo contornado e culminou com o Instagram emitindo um pedido de desculpas. Apesar disso, o Linktree conquistou mais de 8 milhões de usuários.

## Aspectos técnicos
O Linktree é um serviço freemium, mas também oferece uma assinatura 'Pro' lançada em abril de 2017 e que oferece mais benefícios: opções de personalização, análises mais detalhadas, integração para inscrição de e-mail, remoção de logotipo da Linktree, etc. A sessão de analytics do Pro permite, ainda, que os usuários vejam suas taxas de cliques. O Linktree também fez uma parceria com a Amazon, permitindo que os usuários carreguem seu perfil de loja da Amazon como um link de afiliado. Em meio aos protestos de George Floyd, o Linktree permitiu que seus usuários ativassem um ícone 'Apoie o anti-racismo ', que ligava os visitantes a artigos para entender melhor o racismo, organizações anti-racismo para fazer doações e locais de protesto.

## Elogios
Em 2019, o Linktree foi incluído na lista Upstart 100' da CNBC das "mais brilhantes, mais intrigantes e jovens startups que prometem se tornar as grandes empresas de amanhã."  Em março de 2020, a Fast Company elegeu o Linktree como o quarto colocado na lista de 'Empresas mais inovadoras de 2020' na categoria 'Redes sociais' por "transformar o 'link in bio' do Instagram em um menu elegante para compartilhar artigos, mercadorias ou parcerias pagas ." O lugar já foi conquistado anteriormente em 2018 pelo Reddit,  em 2019 pela Are.na.

## Financiamento
No dia 27 de outubro de 2020, o Linktree anunciou ter recebido cerca de US$ 10.7 milhões em financiamento da Série A de dois fundos: o Airtree Ventures (Austrália) e o Insight Partners (EUA). O financiamento é o primeiro da empresa por meio de um investidor institucional.